# Schloss Oberpöring

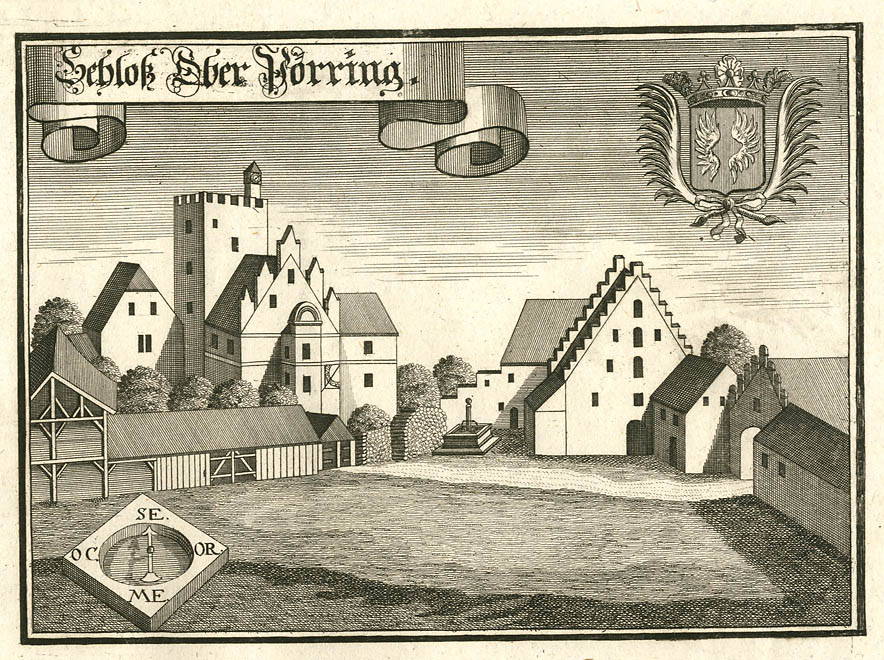
Schloss Oberpöring nach einem Stich von Michael Wening von 1721

Das abgegangene Schloss Oberpöring lag in der niederbayerischen Gemeinde Oberpöring im Landkreis Deggendorf (Landauer Straße 20).

## Geschichte
Bei Oberpöring findet sich eine ausgedehnte frühmittelalterliche Burganlage, eventuell aus dem 10. Jahrhundert, mit mächtigen Wall- und Grabenanlagen (Innenbereich 2,8 ha). Diese Anlage muss aber archäologisch noch genauer untersucht werden.
Um 800 wird im Breviarius Urolfi der Ort Peringe erwähnt. Die nächste Erwähnung des Ortsnamens stammt von 1075. Im 12. Jahrhundert werden die Pöringer erwähnt; 1152 wird ein Bertholdus von Peringen genannt, welcher Dienstmann der Pfalzgrafen von Ortenburg war. Im 1311 angelegten Herzogssurbar wird erstmals Oberpöring als Ortschaft angeführt, vorher wurde nicht zwischen Ober- und Niederpöring unterschieden. 1391 erscheint in einer Urkunde Jacob der Öthiger zu Pöring. Er hatte seinen Wohnsitz auf dem Seitenpukel, heute Lettenbuhel genannt. Der Turmhügel ragt heute noch einige Meter über die flache Wiesenlandschaft empor. Im 14. Jahrhundert gehörte Oberpöring den Tuschel von Söldenau. 1401 erwarb Conrad Aichperger die Veste Oberpering von Johann d. Ä. Graf von Leuchtenberg. 1407 ist ein Conrad Chamerau zu Pering belegt. 1439 erwarb Hans Ecker die Veste Oberpöring, die aber den Tuscheln ein offen Haus bleiben sollte. Auf dem Heiratsweg gelangte die halbe Hofmark über Genoveva Ecker um 1580 an den Burkhard von Perlaching zu Geltolfing, die andere Hälfte gehörte Georg von Sandizell zu Edlhausen. 1602 wird Hans Bernhard von Perlaching, Pfleger und Kastner zu Osterhofen, Alleinbesitzer.
Die nächsten Besitzer war die Familie Elsenheimer. Von dieser gelangte sie auf dem Heiratsweg an Johann Matthies von Pienzenau. Dessen Tochter Maria Elenora war mit Franz Joseph Freiherrn von Nothaft aus der Bodensteiner Linie verheiratet, der den Namenszusatz von Weißenstein angenommen hatte. 1673 erbte dieser die Hofmark. 1690 ist hier Franz Joseph Freiherr von Weißenstein auf Ober- und Niederhatzkofen, Neubeuern und Oberpöring. Dieser ist kurfürstlicher Kämmerer, Hofrat und Pfleger zu Mattighofen (bis 1701) sowie Landsteuerer zu Straubing. Er verstarb am 19. Dezember 1707; seine Witwe Maria Eleonora, die auf Oberpöring lebte, überlebte ihren Mann um 37 Jahre († am 19. Juli 1744 im Alter von 101 Jahren). Franz Joseph ist von seinem Sohn Johann Joseph Ignaz († am 24. Mai 1746, begraben zu Oberpöring) beerbt worden. 1720 hatte ihm seine Mutter auch das Gut Oberpöring übertragen. 1739 verkaufte er seinen Anteil von Neubeuern und auch die Anteile seiner Schwestern Violanta und Josepha an die Grafen von Preysing. Er selbst war drei Mal verheiratet, zuerst mit Charlotta Freifrau von Closen, dann mit Anna Maria Franziska Ambrosia Isnardi de Castello Contesse di Sanfre und schließlich mit Maria Susanna Reichsgräfin von Klenau. Seine einzige Tochter Josepha Eleonore heiratet Max Joseph Christoph von Closen, der so in den Besitz von Oberpöring kam. Dessen Tochter verheiratet sich wiederum mit Karl August Graf von Yrsch, Major À la suite. 1829 kam das Schloss an den Freiherrn von Hofmühlen, der den Besitz „zertrümmerte“ und das Schloss mit der Kapelle bis auf einen Teil der Ökonomiegebäude abbrechen ließ. Aus den Steinen bauten sich die Bewohner von Oberpöring ihre Häuser.
Der Ort Oberpöring war Teil des Kurfürstentums Bayern und bildete eine geschlossene Hofmark. Im Zuge der Verwaltungsreformen in Bayern entstand mit dem Gemeindeedikt von 1818 die heutige Gemeinde.

## Schloss Oberpöring einst und jetzt
Nach dem Stich von Michael Wening von 1721 war die Veste zu Oberpöring eine mächtige Anlage, die durch einen zinnengekrönten Bergfried gekennzeichnet war. An diesen war ein

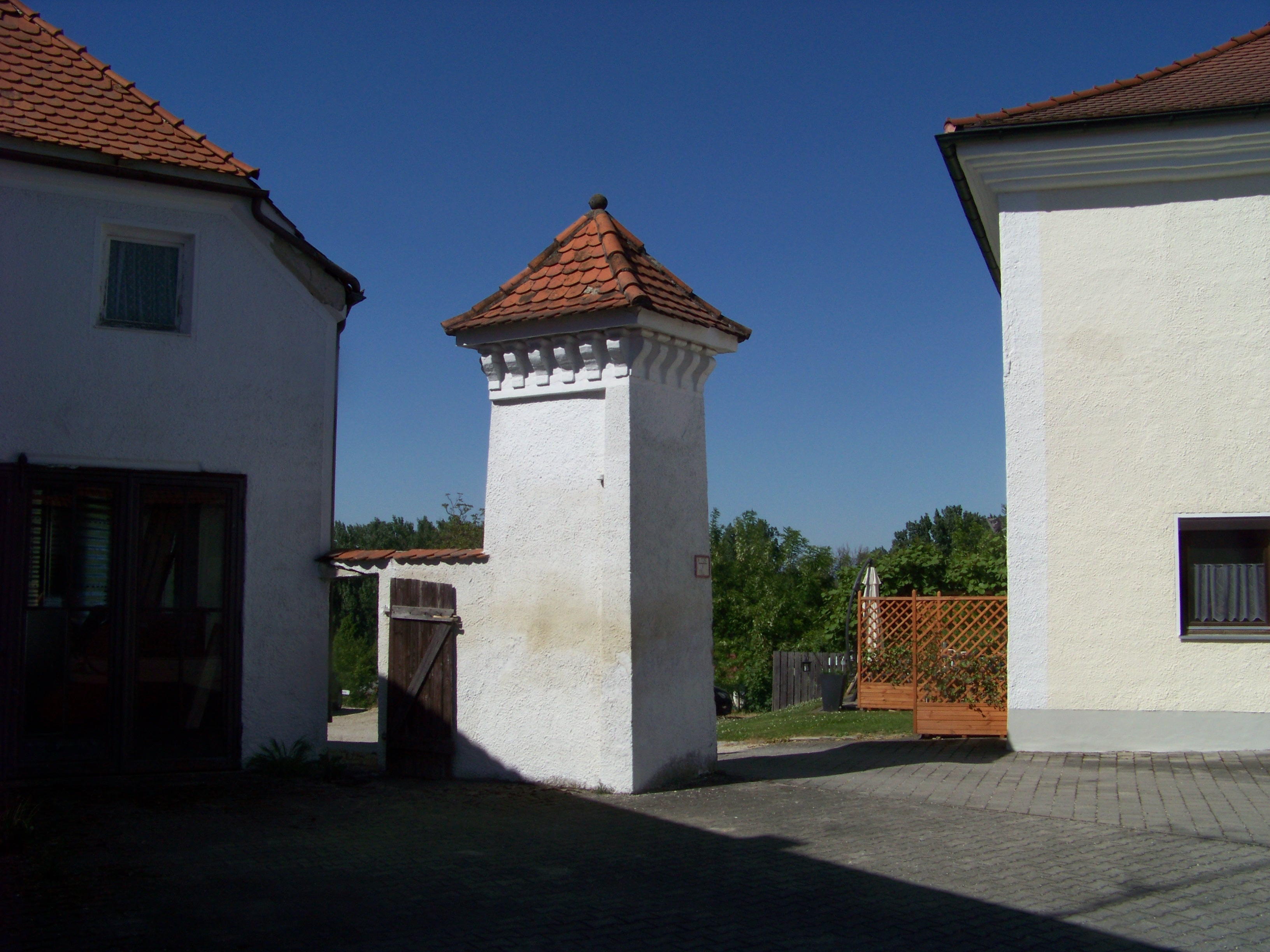
Torpfeiler des abgegangenen Schlosses

zweistöckiges, gewinkeltes Wohnhaus mit einem Treppenturm angebaut. Zu der Anlage gehörten weitere Gebäude, z. T. mit einem Krüppelwalmdach gedeckt bzw. mit einer Treppenfassade ausgestaltet. Um den Schlossbau gruppierten sich mehrere Wirtschaftsgebäude.
1834 wurde das Schloss mit der Kapelle niedergerissen. Der Torpfeiler der ehemaligen Toranlage des abgegangenen Schlosses ist heute noch zu sehen.